# Micralsopsis complanata
Micralsopsis complanata är en bladmossart som beskrevs av William Russell Buck 1987. Micralsopsis complanata ingår i släktet Micralsopsis och familjen Pterobryaceae. Inga underarter finns listade i Catalogue of Life.